# Franco Vazio
Franco Vazio (Albenga, 2 gennaio 1962) è un politico italiano.

## Biografia
Nato il 2 gennaio 1962 ad Albenga, in provincia di Savona, da una famiglia di avvocati e imprenditori, fin da giovane è stato attivista nel Partito Socialista Italiano, del quale il padre era segretario della sezione cittadina, e negli anni '80 inizia ad esercitare la professione di avvocato.
Nel 2001 si candida a sindaco di Albenga come successore del leader della corrente socialista-post-comunista dell'ex sindaco Angelo Viveri ("Alternativa Democratica"), costretto a dimettersi per potersi candidare a deputato della Repubblica Italiana per i Democratici di Sinistra. Tuttavia entrambi non riuscirono ad essere eletti. Nella successiva tornata elettorale si candiderà consigliere e verrà nominato vicesindaco nella giunta guidata dall'avvocato Antonello Tabbò (Partito Democratico). L'esperienza finisce nel 2010 con la fine del mandato elettorale della giunta. Viene nominato vicesegretario provinciale del Partito Democratico, lavorando per la campagna elettorale per le primarie di Pier Luigi Bersani.

### Elezione a deputato
Nel 2012 si candida alle primarie per il Parlamento del Partito Democratico, ottenendo 2338 voti su 5233. Ottiene la nomina al nono posto nelle liste del Partito Democratico per la Liguria venendo eletto deputato della Camera per la XVII legislatura della Repubblica Italiana. È uno dei 5 eletti alla Camera dei Deputati della provincia di Savona assieme ad Anna Giacobbe per il Partito Democratico e per il Movimento 5 Stelle Matteo Mantero, Simone Valente e Sergio Battelli. Presenta per primo alla Camera de Deputati un'interrogazione sul caso di due italiani detenuti in India (l'albenganese Tomaso Bruno ed Elisabetta Boncompagni). Dal 7 maggio 2013 fa parte del Comitato Parlamentare per i Procedimenti di Accusa e della II Commissione (Giustizia) e della Giunta per le Autorizzazioni.
È relatore della Giunta per le Autorizzazioni della Camera sulla concessione alla richiesta di arresto nei confronti del deputato e collega di partito Francantonio Genovese.
Dal 21 luglio 2015 è vicepresidente della 2ª Commissione Giustizia della Camera.
Viene rieletto alle successive elezioni politiche del 4 marzo 2018 sempre con il Partito Democratico.
Alle elezioni primarie del PD del 2019 sostiene la mozione del segretario uscente Maurizio Martina, ex ministro delle politiche agricole nei governi Renzi e Gentiloni e rappresentante l'area "filo-renziana" del partito, che risulterà perdente arrivando secondo con il 22% dei voti dietro a Nicola Zingaretti (66%).